# Carel Visser
Carel Visser (Papendrecht, 3 maggio 1928 – Le Fousseret, 28 febbraio 2015) è stato un artista e scultore olandese.

## Biografia
Studia architettura all'Università tecnica di Delft (1948-1949), e poi scultura alla Accademia Reale di Belle arti a L'Aia (1950-1951). Completa poi la sua formazione in Inghilterra e in Francia per poi stabilirsi ad Amsterdam nel 1952.
Le prime sculture di Visser consistono in strutture realiste in metallo. Nel 1956, espone insieme all'artista americano Shinkichi Tajiri a Voorburg. Da questo momento le sue opere diventano più astratte. E successivamente le strutture sono composte di materiali diversi, spesso di recupero.
Nel 1968 Visser venne esposto a Documenta a Kassel, Germania, e nello stesso anno rappresentò l'Olanda alla Biennale di Venezia dove ricevette il Premio per la scultura David E. Bright.
Visser è considerato come uno dei principali scultori costruttivisti olandesi. Le sue opere sono esposte in numerosi musei e luoghi pubblici tra cui la Tate Modern di Londra, il Museo Boijmans Van Beuningen di Rotterdam, Domaine de Kerguéhennec, il parco delle sculture Kröller-Müller (Otterlo), etc.
Visser fu professore presso l'Accademia Reale di Belle arti a L'Aia dal 1958 al 1962.

## Premi e riconoscimenti
- 1968 : Premio David E. Bright
- 1972 : Premio Estatal del Arte escultórico y arquitectura
- 1971 : VIII Premio internazionale Graphic Biennale, Tokio
- 1992 : Premio Dr A.H. Heineken per l'arte